# Saint-Félix (Allier)
Saint-Félix è un comune francese di 349 abitanti situato nel dipartimento dell'Allier della regione dell'Alvernia-Rodano-Alpi.

## Società

### Evoluzione demografica
Abitanti censiti